# Parti libéral (Mexique)
Le Partido Liberal ou Partido del Progreso était un parti politique mexicain centriste fondé au début du XIXe siècle, et dont furent membres de nombreux présidents du Mexique.

## Histoire du mouvement
À la fin de la Guerre d'indépendance du Mexique en 1821, la vie politique du pays nouvellement indépendant s'organisait autour de la rivalité entre les libéraux et les conservateurs. La chute de l'Empire en 1823, mit fin à la stabilité politique du pays.
La Première république fédérale, proclamée en 1823, est alors dominé par le Parti libéral, qui est à l'origine de la Constitution fédérale et d'autres réformes libérales, exacerbèrent les tensions avec les conservateurs.
Après les dictatures de Bustamante et Santa Anna, les conservateurs prirent le pouvoir, rédigèrent une nouvelle constitution et proclamèrent la première république centraliste mexicaine en 1835. Instable, le régime fut remplacé en 1846 par une nouvelle république fédérale, dominé par les libéraux.
En 1855, après la chute définitive du régime de Santa Anna, les libéraux prennent le pouvoir et mettent en place une République libérale. Cela provoque la colère des conservateurs et débouche ainsi sur la Guerre de Réforme (1857-1861) qui divisa le pays entre les deux factions politiques. L'Intervention française au Mexique (1862-1867) et l'instauration du Second Empire mexicain (1863–1867), poussèrent les libéraux à l'exil, laissant les conservateurs dominés la scène politique.
En 1867, après la chute de l'empereur Maximilien et des conservateurs, les libéraux reprennent le pouvoir et proclamèrent la création des États-Unis du Mexique.
Les libéraux dirigèrent alors la nouvelle république de 1867 jusque dans les années 1880, date de la prise de pouvoir du général Porfirio Díaz, qui élimine le parti libéral.

## Gouvernements libéraux
| Première république fédérale (1824-1835) | République centraliste (1835-1846)                  | Deuxième république fédérale (1846-1853) | République libérale (1855-1858)                                                            | République libérale restaurée (1861-1862) | États-Unis du Mexique (1867-1876) |
| - Guadalupe Victoria, président de 1824 à 1829 ; - Vicente Guerrero, président en 1829 ; - Melchor Múzquiz, président en 1832 ; - Manuel Gómez Pedraza, président de 1832 à 1833 ; | José Joaquín de Herrera, président de 1844 à 1845 ; | - Manuel de la Peña y Peña, président de 1847 à 1848 ; - José Joaquín de Herrera, président de 1848 à 1851 ; - Juan Bautista Ceballos, président en 1853 ; | - Juan Álvarez, président de 1855 à 1856 ; - Ignacio Comonfort, président de 1856 à 1858 ; | Benito Juárez, président de 1861 à 1862 ; | - Benito Juárez, président de 1867 à 1872 ; - Sebastián Lerdo de Tejada, président de 1872 à 1876 ; - José María Iglesias, président en 1876 ; |